# 1320-е годы до н. э.
1320-е (ты́сяча три́ста двадца́тые) го́ды до на́шей э́ры по пролептическому юлианскому календарю — промежуток времени с 1 января 1329 года до н. э. по 31 декабря 1320 года до н. э., включающий с 1329 по 1321 годы 8-го десятилетия  и 1320 год 9-го десятилетия XIV века 2-го тысячелетия до н. э. Им предшествовали 1330-е годы до н. э., за ними следовали 1310-е годы до н. э. Они закончились 3345 лет назад.

## События

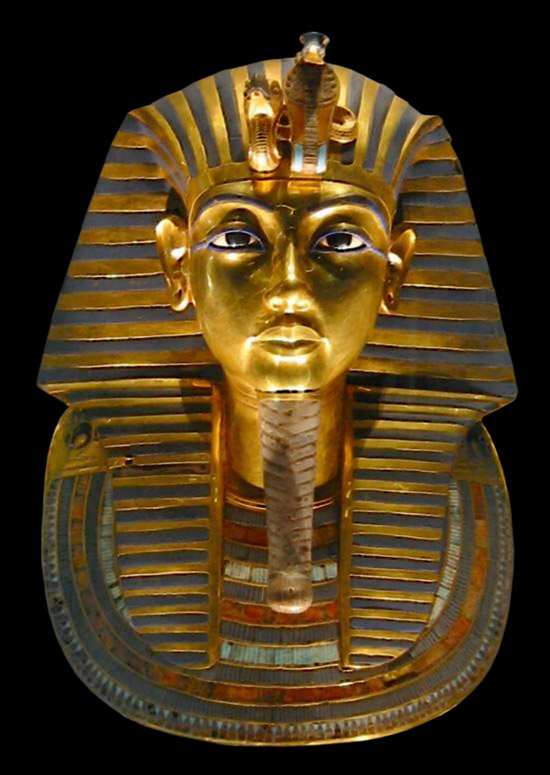
Маска Тутанхамона

- Ок. 1329 — 1320 гг. до н. э. — Эллиль-нирари стал царём Ассирии, сменив Ашшур-убаллита I.
- Ок. 1324 г. до н. э. — Нази-Марутташ стал касситским царём Вавилонии, сменяя Куригальзу II.
- 1323 — умер фараон Тутанхамон в Египте. Эйе сменяет Тутанхамона.
- ок. 1321 — начало правления Мурсили II в Хеттском царстве.